# Ирбид (мухафаза)
И́рбид (араб. محافظة إربد‎) — мухафаза на северо-западе Иордании.
- Административный центр — Ирбид.
- Площадь — 1 572 км², население — 1 112 300 человек (2012 год).

## География
На юго-востоке граничит с мухафазами Эль-Мафрак и Джараш, на юге с мухафазами Аджлун и Эль-Балка, на юго-западе с Палестиной, на западе с Израилем по реке Иордан, на севере с Сирией частью по реке Ярмук.

## Административное деление
Мухафаза разделена на 9 районов:
- Эль-Касаба (القصبة)
- Бени Обейд (بني عبيد)
- Эль-Мазар эш-Шимали (المزار الشمالي)
- Эр-Рамса (الرمثاء)
- Бени Кинана (بني كنانة)
- Эль-Кура (الكورة)
- Эль-Агвар эш-Шималия (الأغوار الشمالية)
- Эль-Тайба (الطيبة)
- Эль-Васатыя (الوسطية)

## История
Место, на котором вырос город (возвышается над даунтауном Ирбида и сейчас занят полицейским участком и блошиным рынком), было обитаемо с древнейших времён (6-7 тысяч лет назад).
В Ветхом Завете упоминается как Бет-Арбел (дом Арбела), который был разрушен царём Салманом (Книга пророка Осии, 10:14). Если Салман — это сокращённый вариант имени ассирийского царя Саламанасара, то речь может идти либо о походе Салманасара III в 841 г. до н. э., либо о первом походе Салманасара V против израильского царя Осии. Кроме того, в надписи царя Тиглатпаласара III упоминается некий царь Моава Саламану; если он и есть Салман, то опознание Ирбида как Бет-Арбела тоже, скорее всего, верно. Возможно также, что этот город являлся тем же местом, что и селение Арвиллы, упоминающееся в 1 Книге Маккавеев (9:2), не вошедшей в канонический перевод Библии,— Арвиллы были взяты во время восстания против Селвекидов войсками царя Димитрия, а их население жестоко истреблено.
В античную эпоху под именем Арабелла (или Арбела) он входил в Декаполис, был крупным торговым центром, прославившись как место производства знаменитого на всё Средиземноморье вина. С приходом Ислама место виноградников заняли оливковые рощи, и город превратился в центр производства оливкового масла.
Древняя Арабелла, погребённая под современным городом почти не изучена археологами. Известно, что здесь родился один из выдающихся иудейских законоучителей эпохи Второго Храма Ниттай из Арбелы.